# تارة اندروز
تارة اندروز (بالإنجليزية: Tara Andrews)‏ (13 مارس 1994 - ) هي لاعبة كرة قدم أسترالية في مركز الهجوم. لعبت مع Newcastle Jets FC (W-League) ‏.

## وصلات خارجية
- تارة اندروز على موقع قاعدة بيانات كرة القدم.إي يو (الإنجليزية)